# CoinMarketCap
CoinMarketCap（コインマーケットキャップ・CMC）は、世界で最も参照されている仮想通貨価額トレッキングサイトであり、主要な仮想通貨データプロバイダーです。価額トレッキング、暗号資産時価総額、ビットコインの支配レベル、仮想通貨取引所の取引量データを含むリアルタイムの市場データと暗号資産を公表しています。2021年1月時点、8192のユニークな暗号資産のデータを提供しています。世界中で最も人気のある仮想通貨ランキングのサイトです。
仮想通貨取引所CMCランキングは、仮想通貨スポット取引所、暗号デリバティブ取引所、分散型取引所（DEX）に細分化されています。
CMCの月間ページビューは3億5000万回、デイリーアクティブユーザーは44万5000人です。

## 沿革
CoinMarketCapは2013年5月、開発者のブランドン・チェズ（Brandon Chez）によってクイーンズ区ロングアイランドシティのアパートで設立されました。
2016年5月、CMCは最初の公開APIを開始しました。
2017年までに、チェズ氏は一人でCMCに取り組んでいました。2017年後半、サイトを管理するコアチームを結成しました。2018年、ウォールストリート・ジャーナルによると、CoinMarketCapは世界で最もトラフィックの多いウェブサイトの1つになりました。チェズ氏は公の場では低いプロフィールを維持していたが、2018年1月にウォールストリート・ジャーナルの記者が彼を追跡し、CoinMarketCapとその創設者に捧げる長い記事を発表したことで、それが中断されました。
2018年1月8日、CMCは、韓国の取引所の価格が他の国よりもずっと高い状態が続いていたため、価格提示のアルゴリズムから韓国の取引所を削除しました。CMCの決定は、他の暗号資産価格の減少の中で、XRPの時価総額の劇的な減少を引き起こしました。
ツイッターでCMCは、「世界の他の国との価格の極端な乖離と限られた裁定機会のために、価格計算でいくつかの韓国の取引所を除外した」と宣言しました。チェズ氏はWSJへの書簡で、CMCが韓国の取引所を上場廃止したのは、多くのユーザーが不正確な価格に不満を抱いたからだと説明したが、韓国の取引所除外の影響がここまで大きいとは思っていなかったようです。
2018年5月、CoinMarketCapはiOSユーザー向けにモバイルアプリを、翌月にはダークモードをローンチしました。
2019年3月、CoinMarketCapは、ドイツのインデックスプロバイダーSolactive AGが算出・管理する2つの総合ヘッドラインインデックスを発表しました。ヘッドラインのCMC Crypto 200 Index（CMC200）には、ビットコインを含む200の仮想通貨が時価総額で加重されているため、実質的に世界の仮想通貨市場の90%以上をカバーしています。CMC Crypto 200 ex BTC Index (CMC200EX) は、ビットコインの影響を受けない暗号資産市場のパフォーマンスをトレッキングします。
2019年3月、2つのCMC仮想通貨ベンチマーク指数がNasdaq、Bloomberg Terminal、Refinitivに掲載されています。
CoinMarketCapはまた、暗号空間のプロジェクトからの透明性を促進し、業界全体の報告基準を強化する方法として、2019年にData Accountability & Transparency Alliance（DATA）を立ち上げました。
2019年11月、CoinMarketCapは、偽の取引量と戦うことを目的とした新しいLiquidityメトリックを開始しました。
2020年4月、BinanceはCoinMarketCapを非公開の条件で買収した。Forbesの報道では、この取引の価値が4億ドルとされているが、この数字は確認されていません。CMCは親会社から独立して運営を続けている。
CoinMarketCapは2020年8月に教育報酬プログラムを開始し、参加者は教育ビデオを見たり、クイズに答えたりすることで所定のブロックチェーンプロジェクトのネイティブトークンを一定額まで獲得し、報奨金の対象とすることができます。
2020年9月、CMCは教育プラットフォーム「CMC Alexandria」を立ち上げ、仮想通貨や分散型金融（DeFi）の世界に新参者を方向付けるための教育コンテンツを提供するポータルを開設しました。
2021年、CoinMarketCapはCoinbase取引所のAPIパートナーになりまた。CoinMarketCapのAPIは、複数の取引所のブロックチェーン情報に幅広くアクセスできます。
2021年12月、米国最大の暗号取引所に上場している仮想通貨の価格取引所であるCoinbaseとCoinMarketCapで、技術的な原因により短期間異常な価格となる事象が発生しました。CoinbaseとCoinMarketCapの両社は、技術的な不具合は外部によって引き起こされたものではないと述べました。